# LOVE IS GONE
「LOVE IS GONE」（ラブイズゴーン）は、1978年11月5日に発売された大塚博堂の6枚目のシングルである。同日、同名のアルバムも発売された。

## カバー
日吉ミミがカバーしている。

## シングル

### 収録曲
（全作詞：るい　作曲：大塚博堂　編曲：宮川泰）
1. LOVE IS GONE
2. ピアノコンチェルトは聞こえない

## アルバム

### アルバムの概要
人生に俯くよりも、愛を信じて生きていたいがテーマ。このアルバムでは、編曲陣ががらっと変わり、ベテラン・宮川泰、NSP、中島みゆき、来生たかおのアレンジで知られる福井峻、八神純子や石川ひとみの曲で頭角をあらわしてきた大村雅朗が、数曲ずつ担当する。また、後にTM NETWORK曲の作詞で有名になる小室みつ子が作曲を1曲担当する。
1994年11月2日にCDとして発売された。
2023年1月25日に、紙ジャケット仕様のCDとして再発売された。

### 収録曲
| #         | タイトル                           | 作詞      | 作曲       | 編曲      | 時間  |
| --------- | ---------------------------------- | --------- | ---------- | --------- | ----- |
| 1.        | 「LOVE IS GONE」                   | るい      | 大塚博堂   | 宮川泰    | 4:25  |
| 2.        | 「幸せですか」                     | 藤公之介  | 大塚博堂   | 福井峻    | 5:42  |
| 3.        | 「ピアノコンチェルトは聞こえない」 | るい      | 大塚博堂   | 宮川泰    | 4:06  |
| 4.        | 「ハーバーライト」                 | 藤公之介  | 大塚博堂   | 大村雅朗  | 3:28  |
| 5.        | 「小さな幸福でよければ」           | るい      | 大塚博堂   | 福井峻    | 3:51  |
| 6.        | 「明日のジョーは帰らない」         | るい      | 大塚博堂   | 大村雅朗  | 5:59  |
| 7.        | 「男と女」                         | るい      | 小室みつ子 | 福井峻    | 3:28  |
| 8.        | 「今夜はサンバ」                   | 大塚博堂  | 大塚博堂   | 福井峻    | 3:35  |
| 9.        | 「僕は何処へ」                     | るい      | 大塚博堂   | 大村雅朗  | 3:44  |
| 10.       | 「たとえば風にむかって」           | るい      | 大塚博堂   | 大村雅朗  | 3:50  |
| 合計時間: | 合計時間:                          | 合計時間: | 合計時間:  | 合計時間: | 42:08 |